# A Long Way from Nowhere
A Long Way from Nowhere ist ein Dokumentar-Kurzfilm von Robert „Bob“ Aller aus dem Jahr 1970.

## Inhalt und Hintergrund
Der Film stellte den Fortschritt von vier autistischen Kindern über ein Jahr in einem Verhaltensänderungsprogramm des Psychologen Ivar Lovaas dar. 
Der aus Norwegen stammende Ivar Lovaas lehrte als Professor an der University of California, Los Angeles entwickelte in den 1960er Jahren auf den Grundlagen der Angewandten Verhaltensanalyse (Applied Behavior Analysis, ABA) von B. F. Skinner eine ganzheitlich ausgerichtete Therapieform, die auf die Frühförderung ausgerichtet ist. Er war einer der ersten, der diese Prinzipien bei autistischen Kindern angewandt hat und den Prozess begann, die Wirksamkeit wissenschaftlich zu belegen. Während seiner Arbeit in den frühen 1960er Jahren am neuropsychiatrischen Institut der Universität von Kalifornien in Los Angeles (UCLA) entdeckte er, dass seine Patienten, also die autistischen Kinder, von einer intensiven Verhaltenstherapie profitieren konnten. Diese Form der verhaltensanalytischen Behandlung von frühkindlichem Autismus wird daher auch als das „UCLA-Modell“ bezeichnet.
Robert „Bob“ Aller produzierte den Film mit seiner eigenen Filmproduktionsgesellschaft Robert Aller Productions. Die Musik zum Film stammte von dem bekannten argentinischen Pianisten, Komponisten, Arrangeur und Dirigenten Lalo Schifrin, zu dessen bekanntesten Kompositionen die Titelthemen der Serien Kobra, übernehmen Sie, Starsky & Hutch und Mannix zählen.

## Auszeichnungen
Robert „Bob“ Aller wurde für den Film bei der Oscarverleihung 1971 für den Oscar für den besten Dokumentar-Kurzfilm nominiert.